# Grubenunglück von Lassing
Das Grubenunglück von Lassing ereignete sich am Vormittag des 17. Juli 1998. Bei dem Grubenunglück in der obersteirischen Gemeinde Lassing starben neun Bergleute und ein Geologe.

## Bergwerk

### Geologie
In Lassing befindet sich die größte bekannte karbonatgebundene Talklagerstätte der Ostalpen. Geologisch wird sie der nördlichen Grauwackenzone der Obersteiermark zugerechnet. Die Lagerstätte umfasst zwei Baufelder, das Nord- und Südfeld, von denen das Südfeld keine Verbindung zur Geländeoberfläche hat. Es ist von ca. 60 m mächtigen Lockergesteinen überdeckt.

### Geschichte
Der Lassinger Talk wurde 1891 vom ortsansässigen Grundbesitzer Krennmoar bei Bauarbeiten entdeckt; Krennmoar sicherte sich die Schürfrechte. 1901 begann die Firma Bischetsrieder & Gielow die untertägige Förderung. Mitte der 1920er Jahre ruhte die Förderung wegen Konkurs des Eigentümers einige Jahre. 1939 wurde sie vom Familienbetrieb Talkumwerke Naintsch übernommen. 1988 ging die Grube ins Eigentum der Rio Tinto Group über. In den 1990er Jahren produzierte das Bergwerk mit den angegliederten Aufbereitungsanlagen rund 30.000 Tonnen Talk pro Jahr. Zum Zeitpunkt des Unglücks arbeiteten 34 Mitarbeiter in dem Unternehmen, darunter 8 unter Tage.
Im Nordfeld wurde bis Ende der 1970er Jahre Bruchbau betrieben, danach verlagerte sich der Abbau in das Südfeld, das im Kammerpfeilerbau mit Magerbetonversatz abgebaut wurde. Das Südfeld war durch den 1978–80 auf 204 m abgeteuften Renée-Schacht auf zehn Sohlen ausgerichtet.

## Hergang
Am 17. Juli 1998 brach die Firste einer illegal abgebauten Sohle ein. Wasser drang ein und verursachte einen Schlammeinbruch. An der Oberfläche war dies daran erkennbar, dass ein Haus im Ortsteil Moos, unter dem sich das Bergwerk befand, langsam in der Pinge versank. Der Krater wurde immer tiefer und größer; insgesamt wurden 2 Häuser zerstört und 18 Häuser beschädigt. Nach dem Unglück wurden einige der Häuser in direkter Nachbarschaft abgetragen.
Der 24-jährige Bergmann Georg Hainzl wurde wahrscheinlich beim ersten Schlammeinbruch in einer Jausenkammer verschüttet.
Der telefonische Kontakt zu Hainzl brach nach einiger Zeit ab. Ein Trupp aus neun Bergleuten und einem Geologen fuhr am selben Tag in den Berg ein. Doch um 22 Uhr ließ ein weiterer Schlammeinbruch die Grube implodieren. Der Kontakt zu den Männern brach ab; der Krater wuchs, Lichter gingen aus, Laternenmasten standen schief.
Bald hieß es, es gebe keine Rettung mehr für die elf Verschütteten. Spezialbohrer aus Deutschland wurden von der Werksleitung wieder abbestellt.
Neun Tage später wurde Hainzl in erstaunlich gutem Gesundheitszustand gerettet. Dies gelang der deutschen Bohrfirma H. Anger´s Söhne aus Hessisch Lichtenau, die bereits zuvor mit OMV zusammengearbeitet hatte und ein passendes Bohrgerät besaß, das (anders als die OMV-Ausrüstung) für große Durchmesser und eher flache Bohrtiefen geeignet war. In Kooperation mit OMV wurde die Bohrung mit 60 cm Durchmesser abgeteuft. Die von OMV eigens maßangefertigte Druckkammer wurde nicht benötigt, da in der Überlebenskammer von Georg Hainzl kein Überdruck bestand.
Die zehn Männer der Rettungsmannschaft blieben im Berg und wurden für tot erklärt. Im Jahr 2000 wurde die Suche nach ihren Leichen eingestellt.

## Folgen

### Gerichtsverfahren
Von den fünf Angeklagten wurde der Betriebsleiter der Naintscher Mineralwerke zu zwei Jahren Freiheitsstrafe verurteilt, acht Monate davon unbedingt. Er soll sich seit 1993 nicht mehr an die Betriebspläne und den Notfallplan gehalten haben. Das Kartenwerk sei unzureichend gewesen und die Grube sei nicht einmal ordentlich vermessen worden. Der Leobener Berghauptmann wurde zu sechs Monaten bedingt verurteilt, weil eine jahrelange Vernachlässigung der Prüf- und Aufsichtspflicht festgestellt wurde und weil er fünf Genehmigungsbescheide erteilt hatte, ohne die entsprechenden Stellen besichtigt zu haben. Ein Beamter wurde wegen fahrlässiger Gemeingefährdung zu drei Monaten bedingter Haft verurteilt. Zwei Angeklagte wurden freigesprochen.

### Ende des Talkabbaus
Das Grubenunglück besiegelte nach rund 100 Jahren das Ende des Talkabbaus in Lassing. Das Bergwerk wurde geschlossen, das Mahlwerk 2007 an die Paltentaler Holding in Rottenmann verkauft. Die Naintscher Mineralwerke zahlten bis 2003 rund 30 Millionen Euro an Rettungskosten und Entschädigungen für die Hinterbliebenen und den geretteten Georg Hainzl. Dazu kamen Wiederherstellungskosten für 20 zerstörte bzw. beschädigte Häuser und Schadenersatz für die Wertminderung von Liegenschaften und Immobilien. Auf der ehemaligen Pinge, in welcher die Häuser versanken, befindet sich heute eine Gedenkstätte für die verschütteten zehn Bergleute. Sie besteht aus zehn Grabplatten, die kreisförmig angeordnet sind, und wurde am 25. Mai 2002 eingeweiht.

### Österreichischer Bergbau
In Österreich führten die Lehren aus Lassing zu tiefgreifenden Änderungen im Bergwesen, der Rettungstechnik und in der Informationspolitik. Danach folgten gesetzliche Reformen 1999, 2002 und 2004. Die anachronistisch anmutende Berghauptmannschaft Leoben, welche im Fall Lassing zuständig war, wurde aufgelöst. Einen Teil ihrer Aufgaben übernahmen die neu geschaffenen Montanbehörden. Darüber hinaus mussten die großen Grubenwehren der verstaatlichten Betriebe, welche jahrzehntelang auch die benachbarten Kleinbetriebe versorgten, aber nach und nach schwanden, in neue Formen gebracht werden. Auf der betrieblichen Ebene wurde ein Grubenrettungswesen aufgebaut, welches von der Wirtschaftskammer koordiniert wird.

### Land Steiermark
Da es zu jener Zeit für Opfer und Angehörige noch keine organisierte psychologische Betreuung gab, übernahm diese Paul Scheichenberger, der Pfarrer des Ortes. Deswegen wurde später von Landeshauptfrau Waltraud Klasnic das Kriseninterventionsteam Land Steiermark gegründet, welches sich fortan um die Opfer von Unfällen, Katastrophen usw. kümmert. Ihrem damaligen persönlichen Einsatz in Lassing verdankte Klasnic den Ruf als sogenannte Landesmutter.

### Georg Hainzl
Der gerettete Bergmann lebt noch heute mit seiner Familie in Lassing.

## Kritik
Das Unternehmen soll Grubenbaue illegal bis unter verbautes Gebiet und zu nahe an die Erdoberfläche vorgetrieben haben. Es habe keine aktuellen Grubenrisse gegeben; die Rettungsarbeiten hätten sich teils auf Aussagen von Bergleuten verlassen müssen.
Das Rettungsteam sollte – Interna zufolge – vorrangig das Bergwerk absichern, um später weiter abbauen zu können.
Dem damaligen Wirtschaftsminister Johann Farnleitner wurde vorgeworfen, zu lange sofort angebotene ausländische Hilfe abgelehnt zu haben.
Auch auf Druck der Medien wurden die Rettungsarbeiten weitergeführt. Es gab Fachleute, die der Rettungsbohrung keine Erfolgschance zumaßen.

## Film
- Lassing – Die ganze Geschichte. auf YouTube ORF 2018